# Up in the Air (phim 2009)
Up in the Air là bộ phim Mỹ hài-kịch tính năm 2009 được đạo diễn bởi Jason Reitman và được biên kịch bởi Reitman và Sheldon Turner. Bộ phim được dựng dựa trên tiểu thuyết cùng tên của Walter Kirn. Câu chuyện kể Ryan Bingham (George Clooney) một chuyên viên sa thải nhân viên cho các công ty và các chuyến hành trình của anh. Theo suốt bộ phim là một cuộc sống rất đơn độc và các triết lý sống mà anh rao giảng cho những người anh gặp trong suốt chặng đường. Phim quay chủ yếu ở St. Louis, Missouri và một số lớn các thành phố khác được nêu tên trong phim. Một vài cảnh được quay tại Detroit, Michigan, Omaha, Nebraska, Las Vegas, Nevada và Miami, Floria.
Trong suốt tuần lễ phim và các buổi lễ khác, Reitman quảng bá rất nhiều cho bộ phim Trên Không trong tư cách cá nhân, bắt đầu bằng tuần lễ Telluride Film Festival vào 5 tháng 9, năm 2009. Tuần lễ phim Los Angeles tại nhà hát Mann Village Theater vào thứ Hai, ngày 30 tháng 12 năm 2009. Hãng Paramount dự kiến phát hành hạn chế tại thị trường Bắc Mỹ vào 4 tháng 12, năm 2009, nhưng dời ngày phát hành lại vào 11 tháng 12 năm 2009 và phát hành rộng rãi vào ngày 23 tháng 12 năm 2009.
National Board of Review và Washington D.C. Area Film Critics Association xướng danh Trên Không là phim hay nhất năm 2009. Phim nhận được 8 giải đề cử tại lễ Broadcast Film Critics Association và thắng được giải Phim chuyển thể hay nhất, phim còn được đề cử 6 giải tại giải Golden Globe và thắng được giải Kịch bản phim hay nhất, phim được đề cử 3 giải tại giải Screen Actors Guild. Phim góp mặt tại giải Academy Award với 6 giải đề cử, nhưng lại không thắng được đề cử nào. Trên Không còn nhật được vô số lời khen từ các tổ chức bình phẩm.

## Cốt truyện

Những gì trong ba-lô của bạn? - Ryan Bingham (George Clooney)

Ryan Bingham (George Clooney) kiếm sống bằng việc bay đến các công ty trên khắp nước Mỹ và thay mặt cho những ông chủ không đủ dũng khí thông báo cho nhân viên của mình là họ đã bị cho thôi việc. Ryan còn thực hiện những bài diễn thuyết thúc đẩy tinh thần, anh sử dụng phép suy luận "Những gì trong ba-lô của bạn?" để ca ngợi về lối sống đơn độc được thoát khỏi gánh nặng ràng buộc bởi các mối quan hệ với người và vật chất.
Ryan tỏ ra thích thú với những chuyến công tác không ngừng của mình. Ý định cá nhân của anh là trở thành một trong bảy người duy nhất đạt được 10 triệu dặm bay trong chương trình khách hàng thân thiết của hãng American Airlines. Trong chuyến công tác, anh gặp được một khách hàng thân thiết khác của hãng là Alex (Vera Farmiga). Họ bắt đầu mối quan hệ tình cảm ngẫu hứng và lên kế hoạch gặp nhau cho thuận tiện với lịch làm việc của mỗi người.
Ryan bất ngờ bị triệu hồi về văn phòng công ty tại Omaha, Nebraska. Tại đây anh gặp được một cô gái trẻ vừa tốt nghiệp và đầy tham vọng mới được tuyển dụng, Natalie Keener (Anna Kendrick), cô trình bày về kế hoạch cắt giảm chi phí bằng cách thiết lập cuộc nói chuyện thôi việc với nhân viên qua trò chuyện trực tuyến. Ryan cho rằng Natalie không biết gì về quy trình thực tế bởi vì cô chưa bao giờ đuổi việc ai trước đây và không biết cách để hỗ trợ người đang đau khổ. Anh vào vai người bị đuổi việc để cho cô thấy được kinh nghiệm thực tiễn. Sếp của anh (Jason Bateman) giao cho anh nhiệm vụ giúp đỡ Natalie trong các chuyến công tác kế tiếp, và điều này làm cho anh rất bực bội.
Trong suốt chuyến công tác, họ trở nên thân thiện với nhau hơn, Natalie đặt vấn đề với Ryan về triết lý sống của anh, nhưng anh tỏ ra thỏa mãn với lối sống của mình. Trong cuộc hành trình, Natalie trở nên tan nát cõi lòng khi bị bạn trai mình chia tay rất đau đớn, chỉ thông qua một tin nhắn. Ryan và Alex cố an ủi cô. Natalie nổi điên và quở trách Ryan khi anh từ chối lời đề nghị quan hệ chính thức với Alex khi hai người rõ ràng rất hợp nhau, nhưng sau đó Natalie đã xin lỗi Ryan. Họ lại lên đường trở về Omaha để thử nghiệm chương trình của Natalie. Có một sự cố xảy ra khi Natalie không thể an ủi một nhân viên bị sa thải đang khóc muế máo trước ống kính camera.
Thay vì trở về Omaha ngay, Ryan thuyết phục Alex đến dự tiệc cưới của em gái anh là Julie (Melanie Lynskey) ở gần Milwaukee, Wisconsin. Tại đây anh nhận ra lý do vì sao Julie nhờ anh chụp ảnh của cô và chồng sắp cưới Jim (Danny McBride) ở nhiều nơi, là vì họ không thể trả nổi tiền cho chuyến du lịch tuần trăng mật. Khi Jim bị "cóng chân", chị của Ryan đã nhờ anh sử dụng kỹ năng thúc đẩy để thuyết phục Jim thoát khỏi tình trạng bế tắc hiện nay. Mặc dù sở trường của Ryan là hướng dẫn người ta không nên bị ràng buộc bởi điều gì, trái hẳn với điều mà Ryan sẽ phải nói với Jim, nhưng anh đã thuyết phục được Jim với câu "Mọi người đều cần phụ lái" và trong những giây phút quan trọng của cuộc đời chỉ có thể chia sẻ với một người. Đám cưới diễn ra tốt đẹp cho đến phút chót.
Ryan bắt đầu nghĩ về đời mình, lúc anh chuẩn bị cho buổi diễn thuyết "Những gì trong ba-lô của bạn?" tại hội nghị ở Las Vegas, Nevada, anh chợt nhận ra anh không còn tin vào nó nữa và bỏ đi. Trong cơn bốc đồng, anh bay thẳng đến nhà Alex ở Chicago, Illinois. Khi cô mở cửa ra, anh bị sốc khi phát hiện ra cô là người phụ nữ đã có chồng, có con; Ryan bỏ đi không nói lấy một lời. Sau đó, cô gọi cho anh và nói rằng gia đình là cuộc sống thật sự của cô và anh đơn giản chỉ là một phút vui vẻ.
Trong chuyến bay về nhà, phi hành đoàn thông báo Ryan đã vượt mốc 10 triệu dặm của mình. Cơ trưởng (Sam Elliot) ra khỏi khoan để gặp Ryan. Ông nói rằng Ryan là người trẻ nhất đạt được mốc này. Quay trở về văn phòng, Ryan gọi cho hãng bay để chuyển số dặm cho em gái anh là Julie và em rể, đủ để họ bay vòng quanh thế giới cho chuyến du lịch tuần trăng mật.
Sếp của Ryan bảo rằng người phụ nữ mà anh và Natalie đuổi đã tự vẫn, Natalie buồn bã và xin nghỉ việc chỉ bằng một tin nhắn. Công ty đã cho ngừng chương trình sa thải từ xa vì chính phủ không cho phép.
Natalie đi xin việc tại San Francisco, California. Nhân viên phỏng vấn rất ấn tượng trước bằng cấp và thư ngỏ ý của Ryan, do đó ông quyết định thuê cô.
Kết phim, Ryan đi đến và đứng trước bảng sơ đồ bay, anh nhìn lên, buông hành lý của mình ra. Giọng anh vang lên trong lời thuyết minh:

Đêm nay, mọi người về nhà bên chú chó cưng và lũ trẻ réo lên chào đón họ. Vợ họ sẽ hỏi thăm ngày làm việc của họ. Đêm nay họ sẽ ngủ. Ngôi sao kia chiếu sáng từ nơi xa xăm, và một trong những ánh sáng đó, sáng nhẹ hơn những ánh sáng khác, là cánh máy bay tôi đang bay ngang.

## Diễn viên
- George Clooney trong vai Ryan Bingham, "một doanh nhân thông minh, khéo léo ăn mặc phù hợp với tuổi 40 của anh."[4][5]
- Vera Farmiga trong vai Alex Goran, một "quý cô hấp dẫn, kỳ bí ở tuổi 40 của cô"[5]
- Anna Kendrick trong vai Natalie Keener, một cô gái đầy tham vọng ở tuổi 23.
- Jason Bateman trong vai Craig Gregory, chủ công ty Tư vấn thuyên chuyển Việc Làm.
- Amy Morton trong vai Kara Bingham, chị gái củaRyan.
- Melanie Lynskey trong vai Julie Bingham, em gái của Ryan.
- Danny R. McBride trong vai Jim Miller, hôn phu của Julie.
- Zach Galifianakis trong vai Steve, một nhân viên bị đuổi việc.
- J. K. Simmons trong vai Bob, một nhân viên bị đuổi việc
- Sam Elliott trong vai Maynard Finch, Cơ trưởng
- Tamala Jones trong vai Karen Barnes, nhân viên tự sát vì bị đuổi.

## Phát hành

### Công chiếu
Trong lần đầu ra mắt, bộ phim chỉ chiếu ở 15 nhà hát tại Mỹ và xếp hạng thứ 13. Phim đạt được 1,181,450 đô-la Mỹ, tức được 78,763 đô-la Mỹ mỗi rạp. Sau 3 ngày, phim được trình chiếu tại 72 rạp trong tuần thứ hai và đạt được 2,394,344 đô-la Mỹ. Trong tuần thứ ba, phim lọt vào tốp 10 khi được ra mắt tại 175 nhà hát khi mở rộng chiếu toàn quốc vào 23 tháng 12 năm 2009. Doanh thu đạt hàng thứ 8 với 3,210,132 đô-la Mỹ. Phim hoàn tất với doanh thu nội địa đạt 83,823,381 đô-la Mỹ vào ngày 8 tháng 4 năm 2010 và thị trường thế giớivới doanh thu thuần là 163,220,494 đô-la Mỹ vào ngày 25 tháng 7 năm 2010.

### Phiên bản tại nhà
Phim được phát hành trên phiên bản DVD và đĩa Blu-ray vào ngày 9 tháng 3 năm 2010.

## Nhạc phim

### Hậu cảnh
Rolfe Kent là người được chọn soạn nhạc cho phim Trên Không. Nhạc phim được hãnh Warner Music phát hành vào tháng 12 năm 2009.

### Danh sách bài hát
1. "This Land is Your Land", Sharon Jones và Dap-Kings, 4:27
2. "Security Ballet", Rolfe Kent, 1:31
3. "Goin' Home", Dan Auerbach, 4:53
4. "Taken At All", Crosby, Stills & Nash, 2:58
5. "Angel in the Snow", Elliott Smith, 2:35
6. "Help Yourself", Sad Brad Smith, 3:23
7. "Genova", Charles Atlas, 7:37
8. "Lost In Detroit", Rolfe Kent, 1:36
9. "Thank You Lord", Roy Buchanan, 2:24
10. "Be Yourself", Graham Nash, 2:59
11. "The Snow Before Us", Charles Atlas, 3:12
12. "Up In the Air", Kevin Renick, 5:29
13. "Bust a Move", Young MC, 4:23
14. "Milwaukee: To the Wedding with a Plus 1", Rolfe Kent, 1:54[10]